# Station Entwistle
Entwistle is een spoorwegstation van National Rail in Entwistle, Blackburn with Darwen in Engeland. Het station is eigendom van Network Rail en wordt beheerd door Northern Rail. 